# Žehňa
Žehňa (em húngaro: Zsegnye) é um município da Eslováquia, situado no distrito de Prešov, na região de Prešov. Tem 16,76 km² de área e sua população em 2018 foi estimada em 1.228 habitantes.

## Demografia
| Ano:        | 1994 | 2004    | 2014    | 2024    |
| ----------- | ---- | ------- | ------- | ------- |
| Broj ljudi: | 674  | 859     | 1089    | 1399    |
| Razlika:    |      | +27,44% | +26,77% | +28,46% |

| Ano:               | 2023 | 2024   |
| ------------------ | ---- | ------ |
| Número de pessoas: | 1353 | 1399   |
| Diferença:         |      | +3,39% |